# Kogaionon ungureanui
Il kogaionon (Kogaionon ungureanui) è un mammifero estinto appartenente ai multitubercolati, vissuto nel Cretaceo superiore (Maastrichtiano, circa 70 milioni di anni fa). I suoi resti sono stati ritrovati in Romania.

## Insieme ai dinosauri
Questo animale doveva essere di dimensioni minuscole e di aspetto simile a quello di un roditore; la dentatura lo denota come appartenente al grande gruppo dei multitubercolati, e in particolare affinità sono state proposte con il sottogruppo dei cimolodonti (Cimolodonta). Di questo animale si è conservato il cranio quasi completo, rinvenuto nella formazione Hateg, che ha restituito anche molti fossili di dinosauri come Telmatosaurus, Struthiosaurus, Magyarosaurus e Rhabdodon. Il kogaionon è stato descritto da Rădulescu e Samson nel 1996. Il nome Kogaionon deriva da una montagna sacra degli antichi daci, nella stessa zona in cui sono stati ritrovati i resti fossili. L'epiteto specifico è in onore del geologo Costin Ungureanu, che scoprì il fossile.